# Eranina esquinas
Eranina esquinas là một loài bọ cánh cứng trong họ Cerambycidae.